# David Eto’o
David Pierre Eto’o Fils (ur. 13 czerwca 1987 w Jaunde) – piłkarz kameruński grający na pozycji napastnika. Jest bratem zawodnika reprezentacji Kamerunu, Samuela Eto’o.